# アンドロメダ座アルファ星
アンドロメダ座α星は、アンドロメダ座に所属する恒星の1つで、2等星である。なお、この星は1928年まで、アンドロメダ座だけではなくペガスス座にも所属していた関係で、ペガススの大四辺形を形成する恒星の1つでもある。

## 名称
学名（バイエル名）は、α Andromedae（略称はα And）である。固有名のアルフェラッツ (Alpheratz) は、アラビア語で「馬」を意味する الفرس （al-faras アル＝ファラス）を語源としている。2016年6月30日に国際天文学連合の恒星の命名に関するワーキンググループ (Working Group on Star Names, WGSN) は、Alpheratz をアンドロメダ座α星の固有名として正式に承認した。
別名のシラー（SirrahまたはSirah）は、この星のアラビア語名 سرة الفرس （Surrat al-Faras スッラト・アル＝ファラス、「馬のへそ」）の「へそ」を意味する前半部に由来する。

## 二重所属
この星はペガスス座のすぐ北西に位置しており、かつてはアンドロメダ座とペガスス座の両方にまたがって所属していたため、ペガスス座δ星 (δ Peg) とも呼ばれた。しかし、この名称は現在では使われていない。1928年の国際天文学連合の総会で、この星はアンドロメダ座のみに所属すると決まり、ペガスス座からは外されたためである。

## 性質
アンドロメダα星は分光連星である。しかしながら、この連星系は近接した軌道を持つため、ヒトの視覚では連星であると判別できない。主星は伴星の約10倍の光度であり、互いの周りを96.7日周期で回っている。
主星は「水銀・マンガン星」と呼ばれる特異な種類の恒星であり、この種類の恒星としては、知られている中で最も明るい。この種類の恒星は、その大気中に水銀、ガリウム、マンガン、ユウロピウムが異常に多く、その他の元素は異常に少ない。この異常は、恒星の重力と中心からの放射圧により、元素が選り分けられたためだと考えられている。
主星は、りょうけん座α2型変光星に分類されており、23.19時間周期で明るさが+2.02等から+2.06等まで変化する。